# Angelika Seidl
Angelika Seidl (* 23. März 1986) ist eine ehemalige deutsche Fußballspielerin.

## Karriere
Seidl begann in der Frauenfußballabteilung des SC Regensburg mit dem Fußballspielen, bevor sie zur Saison 2003/04 vom Bundesligisten FC Bayern München verpflichtet wurde. Für die Bayern bestritt sie in vier Spielzeiten (bis 2007) 14 Bundesligaspiele, wobei sie ihr Debüt am 17. August 2003 (1. Spieltag) bei der 1:4-Niederlage im Auswärtsspiel gegen den SC 07 Bad Neuenahr von Beginn an gab, bevor sie in der 71. Minute für Kerstin Hoffmann ausgewechselt wurde. Nachdem sie in der Folgesaison kein Bundesligaspiel bestritten hatte, wurde sie 2005/06 viermal und 2006/07 noch einmal eingesetzt. Ihr letztes Bundesligaspiel absolvierte sie am 3. Juni 2007 (21. Spieltag) bei der 0:1-Niederlage im Auswärtsspiel gegen den 1. FFC Turbine Potsdam. Bis zu ihrem Karriereende 2010 war sie ab 2007 noch für die zweite Mannschaft in der Regionalliga Süd aktiv.

## Sonstiges
Angelika Seidl ist seit Beendigung ihrer aktiven Fußballerkarriere als Trainerin in Fußballcamps engagiert.